# Edmund Zalinski

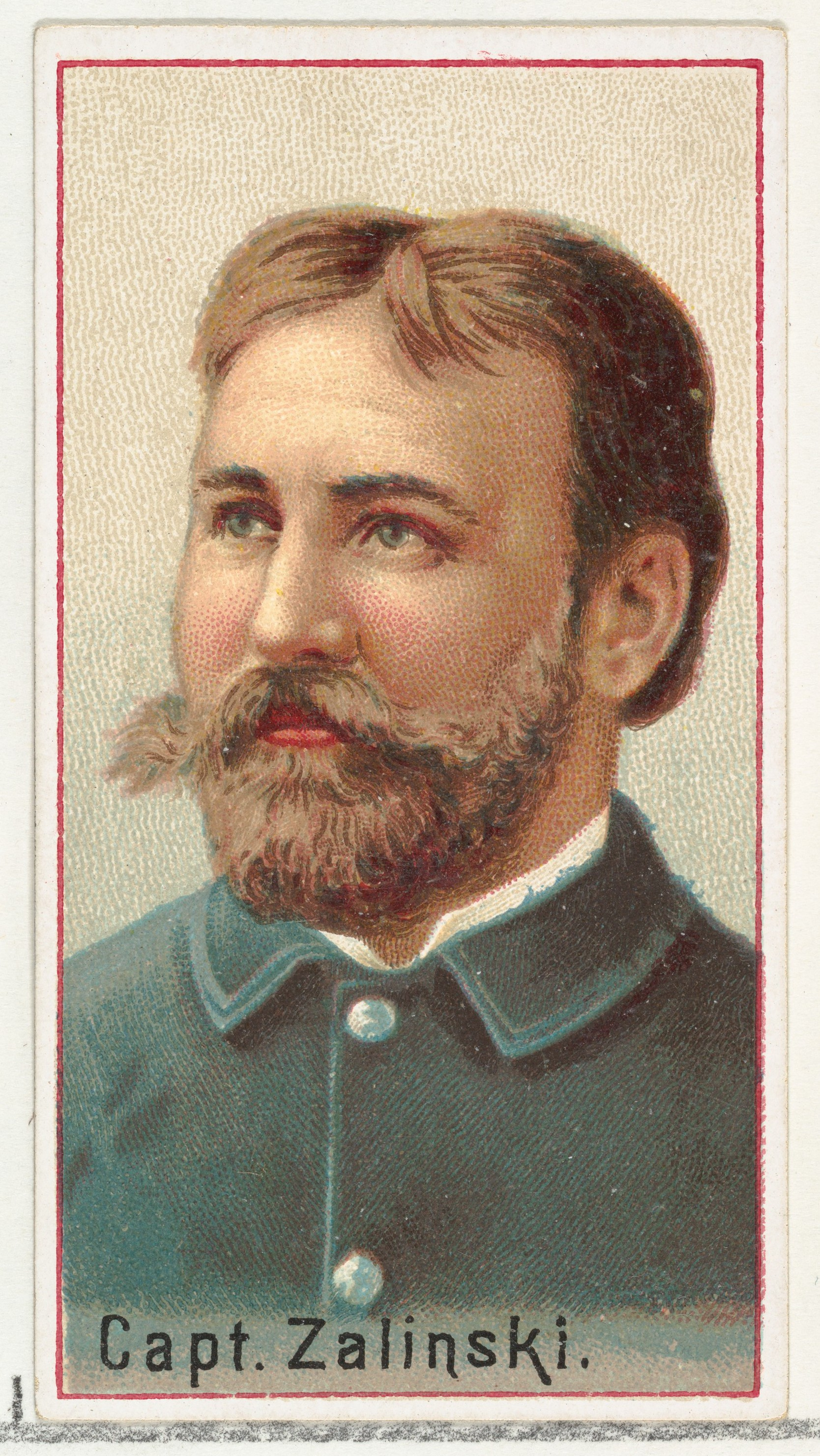
Edmund Zalinski

Edmund Ludwig Zalinski (ang. Edmund Louis Zalinski lub Zalinsky, ur. 13 grudnia 1849 w Kórniku, zm. 11 marca 1909 w Rochester) – amerykański żołnierz i wynalazca, major United States Army. Wynalazca pneumatycznego działa torpedowego, wykładowca w Massachusetts Institute of Technology, jeden ze współtwórców pierwszych okrętów podwodnych.

## Młodość i kariera wojskowa
Zalinski urodził się 13 grudnia 1849 roku w Kórniku w Wielkopolsce w zaborze pruskim. Jego ojcem był przypuszczalnie osadnik pruski, a matka Żydówką. Od roku 1853 mieszkał w Stanach Zjednoczonych, dokąd wyemigrowali rodzice. Osiedlili się w Seneca Falls, tam też Edmund uczęszczał do szkoły podstawowej. W latach 1861–1863 pobierał naukę w szkole średniej w Syracuse. Nie mówił po polsku.
W wieku lat piętnastu wstąpił na ochotnika do US Army, w której od października 1864 roku służył jako adiutant w sztabie generała Nelsona Milesa. W lutym 1865 roku uzyskał stopień podporucznika w 2. Nowojorskim Pułku Artylerii Ciężkiej, rekomendowany przez swoich przełożonych za „męstwo i chwalebne postępowanie” podczas bitwy nad Hatcher’s Run (5–7 lutego 1865 roku w Wirginii). Po awansowaniu na pierwszy stopień oficerski nadal służył w sztabie generała Milesa aż do kapitulacji konfederackiej armii generała Roberta Lee, biorąc udział we wszystkich działaniach zbrojnych wojsk Unii. Zalinski został zwolniony ze służby ochotniczej we wrześniu 1865 roku, a następnie zarekomendowany do przyjęcia do armii regularnej, gdzie 23 lutego 1866 roku został zatwierdzony jego stopień podporucznika 5. Pułku Artylerii. W styczniu następnego roku uzyskał awans na porucznika, a 9 grudnia 1867 roku na kapitana.

## Konstruktor i wynalazca
Od roku 1872 do 1876 Zalinski pracował w Massachusetts Institute of Technology jako wykładowca sztuki wojennej. 1 maja 1880 roku ukończył Szkołę Artylerii Polowej w Fort Monroe, a w lipcu tego samego roku kurs minerstwa podwodnego w Nowym Jorku.
Był znany w związku z dokonanymi przezeń wynalazkami i pracami rozwojowymi w dziedzinie technologii militarnej. Jego czołowym osiągnięciem było wynalezienie i skonstruowanie pneumatycznego działa torpedowego. Wynalazł również zapalnik elektryczny i inne urządzenia do praktycznego zastosowania tegoż działa. Opracował także metodę wprowadzania dokładnych poprawek na wiatr w przyrządach celowniczych artylerii gwintowanej i broni strzeleckiej. Inne jego wynalazki to saperka do kopania okopów, wąski i długi bagnet kształtem przypominający wycior oraz teleskopowy celownik dla artylerii.
Zalinski pomagał Johnowi Hollandowi zbierać fundusze na budowę jednej z jego łodzi podwodnych, która została uzbrojona w pneumatyczne działo Zalinskiego. Konstrukcja okrętu „Zalinski Boat” rozpoczęła się w 1885 roku w Forcie Lafayette. Okręt miał drewniany kadłub, liczył 50 stóp długości (około 15,2 metra) i 8 stóp średnicy (około 2,4 metra). W czasie wodowania 4 września 1885 roku został poważnie uszkodzony, ale udało się go odbudować i przetransportować do Fortu Hamilton, gdzie w latach 1885–1886 przeprowadzano na nim wiele prób. Okręt był uzbrojony w armatę pneumatyczną konstrukcji Zalinskiego, a wynalazca planował także uzbrojenie go w podwodne miny oraz rodzaj torpedy („a steel pointed cartridge”).
W latach 1889–1890 Zalinski podróżował po Europie, studiując tamtejsze sprawy wojskowe. W 1892 roku objął służbę garnizonową w San Francisco w Kalifornii, ale już w roku 1894 odszedł na emeryturę. Zmarł na zapalenie płuc 11 marca 1909 roku. Został pochowany na cmentarzu Mount Hope w Rochester: kwatera 3, grób 106.